# Африканская скалистая ласточка
Африканская скалистая ласточка (лат. Ptyonoprogne fuligula) — вид небольших воробьиных птиц из семейства ласточковых (Hirundinidae).
Обитают в Африке и в Юго-Западной Азии на восток до Пакистана. Размножается в основном в горах, но и на меньших высотах, особенно в каменистых местностях и в окрестностях города, и, в отличие от большинства ласточек, часто далеко от воды. Птица в 12—15 см длиной, и в основном имеет коричневое оперение, бледнее тона на верхней груди и в подкрыльевых оперениях. Самцы и самки похожи.

## Описание
Как и большинство из семейства ласточковых, Африканская скалистая ласточка имеет короткий и широкий клюв черного цвета. Оперение плотное в основном коричневого цвета светлее на груди и под крыльями, плюс белое пятно «окошка» на хвосте. Лапы короткие и слабые розовато-коричневые. Половой диморфизм не вырожен, самки почти не отличаются от самцов.

## Распространение
Африканская скалистая ласточка обитает в Северной Африке в основном в Нигерии, в Чаде и Эфиопии.
Гнездятся в основном в горной и холмистой местности, где есть скалы, каньоны и пещеры.